# Javonte Williams
Javonte Williams (Wallace, 25 aprile 2000) è un giocatore di football americano statunitense che milita nel ruolo di running back per i Dallas  Cowboys della National Football League (NFL).

## Carriera

### Denver Broncos
Williams fu scelto nel corso del secondo giro (35º assoluto) del Draft NFL 2021 dai Denver Broncos. Debuttò come professionista subentrando nella gara del primo turno contro i New York Giants correndo 12 volte per 45 yard. Nel nono turno corse 111 yard nella vittoria sui Dallas Cowboys, venendo premiato come rookie della settimana. A fine stagione inserito nella formazione ideale dei rookie dalla Pro Football Writers Association dopo avere corso 903 yard, segnato 4 touchdown su corsa e 3 su ricezione.
Nel quarto turno della stagione 2022 contro i Las Vegas Raiders, Williams si ruppe il legamento crociato anteriore, chiudendo la sua annata.

### Dallas Cowboys
Il 14 marzo 2025 Williams firmò un contratto annuale del valore di 3,5 milioni di dollari con i Dallas Cowboys.

## Palmarès
- Rookie della settimana: 1

9ª del 2021
- PFWA All-Rookie Team - 2021